# Lago Hongze
El lago Hongze (en chino, 洪澤湖; pinyin, Hóngzé Hú)) se encuentra en la provincia de Jiangsu, China y en sus orillas está las ciudades de Suqian y Huai'an. Es el cuarto mayor lago de agua dulce de China, y ha cuadruplicado su tamaño desde el siglo XII, momento en el cual el río Amarillo cambió su curso. Los sedimentos del río bloquearon el paso del río Huai y desviaron el paso del agua hacia el lago.